# Елань (Черемховский район)
Ела́нь — деревня в Черемховском районе Иркутской области России. Входит в состав Бельского муниципального образования.

## География
Находится на расстоянии 10 км к северо-западу от села Бельск, центра сельского поселения, и 26 км к югу города Черемхово, административного центра района.

## Население
| 2002 | 2010 | 2011 | 2012 |
| ---- | ---- | ---- | ---- |
| 101  | ↗102 | →102 | →102 |

## Улицы
В селе имеются две улицы: Нагорная и Степная.